# SS501
Gli SS501 sono una band k-pop sudcoreana, formatasi a Seul nel 2005.
Il nome della band è una combinazione di lettere e numeri che risultano aver un significato speciale: la prima S sta per Superstar, la seconda è l'abbreviazione di Singer, mentre la combinazione di 5-0-1 vuole simboleggiare "cinque membri uniti come una sola cosa per sempre"
Il nome del fanclub ufficiale è Triple S (Supporter Super Star).

## Storia
Il gruppo ha debuttato l'8 giugno 2005 col primo singolo Kyeonggo, mentre un secondo singolo dal titolo Snow Prince è stato pubblicato alla fine dello stesso anno. Verso la metà del 2006 gli SS501 hanno tenuto il loro primo grande concerto di successo, Step Up Concert ad Osaka in Giappone; in novembre esce il loro primo album ST01 Now. Sempre nel 2006 il gruppo ha prestato le loro voci nel film d'animazione The Reef - Amici per le pinne
Nel 2007, invece, hanno debuttato sul mercato giapponese pubblicando il loro singolo Kokoro, scelto anche come sigla finale per l'anime Blue Dragon (2007), seguito poi da un album completo. 
Nel 2008 col singolo Deja vu tornano in Corea; in autunno il leader Kim Hyun Joong viene scelto per interpretar una delle parti principali in Kkotboda namja, versione coreana del dorama giapponese Hana Yori Dango, trasmesso poi nel canale KBS all'inizio dell'anno successivo. Il gruppo ha contribuito inoltre alla colonna sonora della serie con Because I'm Stupid; nel frattempo anche Park Jung Min s'esibirà nel ruolo di protagonista nel musical tratto da Grease
Verso la fine del 2009 il gruppo rappresenta ufficialmente la Corea del Sud al 5º festival della canzone asiatica The Best Asian Artist Award allo stadio di Seul. 
Il loro secondo album ufficiale è Al My Love del 2009, seguito immediatamente dopo da Solo Collection consistente di canzoni dei singoli membri. In luglio parte il loro tour con concerti in Giappone, Taiwan, Hong Kong, Thailandia, Cina, Malaysia e Singapore che si conclude all'inizio dell'anno successivo.
Nel giugno 2010, alla scadenza del contratto con DSP Media, tutti e 5 i membri hanno successivamente firmato con altre etichette discografiche; anche se in tal modo divisi per contratto, gli SS501 hanno continuato a mantenere il loro nome, affermando che le attività del gruppo continuano a rimaner la priorità, pur prendendosi la possibilità di concentrarsi sulle loro attività da solista.
Sempre nel 2010 Kim Hyun Joong ha recitato nel ruolo di protagonista nel drama coreano Jangnanseureon kiss, mentre nel 2011 pubblica il suo album di debutto da solista Break Down tenendo in luglio il suo primo concerto a livello nazionale in Giappone continuando poi il tour in 7 città.
Kim Kyu Jong ha fatto il suo debutto nel mondo del cinema partecipando al musical "Goong" dove ha interpretato la parte del protagonista.

## Formazione
- Kim Hyun-joong (Seul, 6 giugno 1986) – voce, rapper (2005-)
- Heo Young-saeng (Gochang, 3 novembre 1986) – voce
- Kim Kyu-jong (Jeonju, 24 febbraio 1987) – voce
- Park Jung-min (Seul, 3 aprile 1987) – voce
- Kim Hyung-jun (Seul, 3 agosto 1987) – voce, rapper

## Discografia

### In coreano
- 2005 – SS501
- 2005 – Snow Prince
- 2006 – S.T. 01 Now
- 2008 – Deja Vu
- 2008 – Find
- 2008 – UR Man
- 2009 – Solo Collection
- 2009 – Rebirth
- 2010 – Destination

### In giapponese

#### Album in studio
- 2007 – SS501 J
- 2008 – Singles
- 2009 – UR Man
- 2009 – All M Love

#### Singoli
- 2007 – Kokoro
- 2007 – Distance-Kimi to no Kyori
- 2008 – Lucky Days